# Alfa ed Omega
Alfa ed Omega è un'azione ciclica in cinque atti e otto quadri, composta da Costantino Dall'Argine in collaborazione con Gustavo Tofano, Antonio Baur, Romualdo Marenco, Giovanni Bottesini e Giuseppe Giaquinto. Hippolyte Monplaisir ne curò la coreografia. 
La prima rappresentazione si svolse il 2 dicembre 1872, presso il Teatro San Carlo di Napoli. 

## Struttura
- Prologo: Il caos (musica di Gustavo Tofano)
- Atto I: L'età dell'oro (musica di Gustavo Tofano)
- Atto II: L'età del bronzo (musica di Costantino Dall'Argine)
- Atto III: L'età di ferro (musica di Antonio Baur)
- Atto IV: L'età dell'argento (musica di Romualdo Marenco)
- Atto V: Il giudizio finale (musica di Giovanni Bottesini)[1]